# Mount Dennis
Mount Dennis är ett berg i Kanada.   Det ligger i provinsen British Columbia, i den centrala delen av landet, 3 000 km väster om huvudstaden Ottawa. Toppen på Mount Dennis är 2 041 meter över havet.
Terrängen runt Mount Dennis är huvudsakligen bergig, men åt nordväst är den kuperad. Terrängen runt Mount Dennis sluttar västerut. Trakten runt Mount Dennis är nära nog obefolkad, med mindre än två invånare per kvadratkilometer.. 
I omgivningarna runt Mount Dennis växer i huvudsak barrskog.